# 陶联绣
陶联绣（？—？），浙江会稽（今浙江绍兴）人，是一名清朝政治人物。
陶联绣曾于1902年接替杳亮采任崇明县知县一职，1903年由李如松接任。